# Феодорит (Цириготис)
Митрополит Феодори́т (греч. Μητροπολίτης Θεοδώρητος, в миру Стилиано́с Цириго́тис греч. Στυλιανός Τσιριγώτης; 1941, Велиес — 5 марта 2025, Афины, Аттика) — архиерей Константинопольской православной церкви на покое, титулярный митрополит (до 2023 — епископ) Элийский.

## Биография
Родился в 1941 году в Велиесе, в Лаконии в Греции.
Был принят послушником в Лонговардский монастырь на острове Паросе. 24 декабря 1956 года облачён в монашеские одежды.
По окончании начальной школы на родине, учился в Школе нации на острове Патмосе, которую закончил в 1962 году.
По предложению священника Филофея и митрополита Китирского Мелетия (Галанопулоса), в 1960 году, вступил в царский монастырь Святых сорока мучеников (Ιερά Μονή Αγίων Τεσσαράκοντα Μαρτύρων) в Спарте, а в 1963 году был пострижен в монашество.
30 января 1964 года был рукоположён в сан иеродиакона, а 1 июля 1967 года — в сан иеромонаха.
15 января 1968 года был единогласно избран игуменом монастыря Святых сорока и оставался на этом посту 2 четырёхгодичных периода.
Поступил в Халкинскую богословскую школу, но не смог её окончить, так как последовало её закрытие турецкими властями. Учился на богословском факультете Афинского университета, который окончил 1974 года.
По протекции академика и генерального секретаря Афинской Академии наук и земляка Иоанниса Теодоракопулоса продолжил учёбу сначала в Париже, а затем изучал философию Гренобле в силу отсутствия там богословского факультета. В 1979 году защитил докторскую диссертацию.
В 1978 году был преподавателем в Школе нации на острове Патмос.
В 1979 году послан Патриаршим экзархом в Иран и назначен директором греческого образования в Иране, однако пробыл там недолго из-за начавшейся исламской революции.
В том же году ему был присвоен титул Архимандрита Вселенского трона «за сохранение авторитета и чести нашей Православной церкви во время исламской войны в Иране».
25 января 1980 года решением Священного синода Константинопольского патриархата единогласно избран игуменом Патриаршего монастыря Влатадон.
13 марта 1984 года единогласно был избран титулярным епископом Элийским, а 25 марта того же года была совершена его архиерейская хиротония.
В 1985 году освобождён от настоятельства. В 1996 году вышел на покой с поста профессора.
Был оратором, пламенным проповедником и духовным писателем. Написал и издал на свои средства 23 книги и опубликовал множество статей в разных газетах и журналах. Среди них эссе «О монастыре святых сорока мучеников Спарты», «О императоре Андронике Втором», «О Базилике Святой крепости-городе Монемвасии» и «О Императоре Алексие Комнине» и «О Монастыре Патмоса» и др.
10 января 2023 года возведён в сан титулярного митрополита без изменения титула.
Скончался 5 марта 2025 года.